# Griffith Pritchard Griffith
Griffith Pritchard Griffith (auch Griffith P. Griffith, G. P. Griffith; * 3. November 1840 in Troy, Rensselaer County, New York; † 6. März 1933 in Cincinnati, Hamilton County, Ohio) war ein US-amerikanischer Bankier.

## Leben

### Familie und Ausbildung
Der aus der im US-Bundesstaat New York gelegenen Stadt Troy gebürtige Griffith Pritchard Griffith, Sohn des John Morris Griffith und von dessen Ehefrau Catalina Wendell Knickerbocker Griffith, erhielt seine schulische Ausbildung an den lokalen öffentlichen Schulen.
Griffith Pritchard Griffith heiratete 1866 die aus Cincinnati stammende Charlotte Lewis Ellis (1843–1884). Der Ehe entstammten die fünf Töchter Kate Lea, Mary Ellis, Alice, Florence sowie Charlotte. Nach dem Tod seiner ersten Frau heiratete er in zweiter Ehe Arabella Pollock. Griffith Pritchard Griffith starb im März 1933 92-jährig in Cincinnati. Seine letzte Ruhestätte fand er auf dem dortigen Spring Grove Cemetery.  

### Beruflicher Werdegang
Griffith Pritchard Griffith trat 1856 als Banklehrling in die Merchants and Mechanics' Bank seiner Heimatstadt Troy ein, 1858 erhielt er eine Anstellung im Albany Clearing-House in Albany, Georgia. Im Folgejahr übersiedelte er nach Cincinnati, dort trat er eine Stelle als Kassierer beim Western Branch der Aetna Life & Casualty Company an. Später wechselte er in selber Funktion zur Citizens National Bank, dort wurde ihm 1912 das Präsidentenamt übertragen, eine Position, die er bis zu seiner feierlichen Verabschiedung in den Ruhestand innehatte. 
Griffith Pritchard Griffith, einer der mächtigsten und einflussreichsten Bankiers im US-Bundesstaat Ohio in der zweiten Hälfte des 19. Jahrhunderts und zu Beginn des 20. Jahrhunderts, war gewähltes Mitglied der New York Society of the Cincinnati und der Ohio Society of the Sons of the American Revolution.     